# Dolorita Fuchs-Gerber
Dolorita Fuchs-Gerber (nacida como Dolorita Gerber, Rorbas, 29 de abril de 1968) es una deportista suiza que compitió en triatlón y duatlón.
Ganó una medalla de bronce en el Campeonato Mundial de Duatlón de 1998 y seis medallas en el Campeonato Europeo de Duatlón entre los años 1990 y 1999. Además, obtuvo una medalla de plata en el Campeonato Mundial de Duatlón de Larga Distancia de 2000.
En triatlón consiguió una medalla de plata en el Campeonato Europeo de Triatlón de 1988.

## Palmarés internacional
| Campeonato Europeo | Campeonato Europeo | Campeonato Europeo | Campeonato Europeo |
| Año                | Lugar              | Medalla            | Prueba             |
| ------------------ | ------------------ | ------------------ | ------------------ |
| 1988               | Venecia (Italia)   | Medalla de plata   | Individual         |

| Campeonato Mundial | Campeonato Mundial          | Campeonato Mundial | Campeonato Mundial |
| Año                | Lugar                       | Medalla            | Prueba             |
| ------------------ | --------------------------- | ------------------ | ------------------ |
| 1998               | Sankt Wendel (Alemania)     | Medalla de bronce  | Individual         |
| Campeonato Europeo |                             |                    |                    |
| Año                | Lugar                       | Medalla            | Prueba             |
| 1990               | Zofingen (Suiza)            | Medalla de plata   | Individual         |
| 1994               | Vuokatti (Finlandia)        | Medalla de oro     | Individual         |
| 1995               | Veszprém (Hungría)          | Medalla de oro     | Individual         |
| 1997               | Glogów Malopolski (Polonia) | Medalla de oro     | Individual         |
| 1998               | Pulawy (Polonia)            | Medalla de bronce  | Individual         |
| 1999               | Blumau-Neurißhof (Austria)  | Medalla de bronce  | Individual         |

| Campeonato Mundial | Campeonato Mundial   | Campeonato Mundial | Campeonato Mundial |
| Año                | Lugar                | Medalla            | Prueba             |
| ------------------ | -------------------- | ------------------ | ------------------ |
| 2000               | Pretoria (Sudáfrica) | Medalla de plata   | Individual         |